# Carmen Maria Machado
Carmen Maria Machado (Allentown, Pennsylvania, 3 de julio de 1986) es una escritora de cuentos, ensayista y crítica literaria estadounidense. Sus escritos han aparecido en medios como The New Yorker, Granta, Lightspeed Magazine y otros. 
Sus relatos han sido reimpresos en su país natal dentro de las categorías Year's Best Weird Fiction, Best American Science Fiction & Fantasy, Best Horror of the Year, The New Voices of Fantasy, así como Best Women's Erotica . 
En español ha publicado Su cuerpo y otras fiestas, una colección de cuentos finalista del National Book Award, de 2017 y su libro de memorias En la casa de los sueños en 2019, el cual ganó el Folio Prize 2021. 

## Biografía
Carmen María Machado fue criada por sus padres en Allentown . Su abuelo emigró de Cuba a los Estados Unidos a los 18 años. Su abuela paterna era una mujer austriaca emigrada a los Estados Unidos después de la Segunda Guerra Mundial
Machado creció en un hogar profundamente religioso, creyente de la iglesia metodista unida , las consecuencias de esa educación la llevaron a sentirse culpable por su sexualidad durante varios años. 
Asistió a la escuela secundaria Parkland en el municipio de South Whitehall, Pensilvania, después cursó estudios superiores en la Universidad Americana en Washington D. C. de donde se graduó en 2018. Estudió la Maestría en Bellas Artes en el Taller de Escritores de la Universidad de Iowa y fue beneficiaria de varias becas y residencias dentro de las que destacan la Fundación Michener-Copernicus, la Fundación Elizabeth George, la Fundación Cintas, la Fundación de Literatura Especulativa, la Universidad de Iowa, Yaddo, Hedgebrook y la Millay Colony para las Artes. Machado también asistió al Taller Clarion, donde estudió con el autor Ted Chiang.

## Premios y reconocimientos
- Finalista del Nebula Award por mejor novela corta, 2014.
- Shirley Jackson Award, 2017.
- Bard Fiction Prize, 2018.
- Lambda Literary Award por ficción lésbica, 2018.
- Brooklyn Public Library Literature Prize, 2018.
- National Book Critics Circle's John Leonard Prize, 2018.
- Lambda Literary Award por No ficción LGBTQ, 2020.
- Finalista del National Book Award, 2020.

## Obra publicada

### Historietas
- The Low, Low Woods por D. C. Comics #1-6 (2019–2020)
  1. Bottomless (2019)
  2. Heaven on Earth (2020)
  3. The Fruiting Body (2020)
  4. Einstein on the Beach (2020)
  5. The Witch's Tale (2020)
  6. Bells to Rest, Lambs to Slaughter (2020)

### Libros
- Especially Heinous: 272 Views of Law & Order SVU , Estados Unidos, The American Reader, 2013.
- Su cuerpo y otras fiestas, España, Anagrama, 2017.
- En la casa de los sueños, España, Anagrama, 2021.